# أفلاطونية وسطى

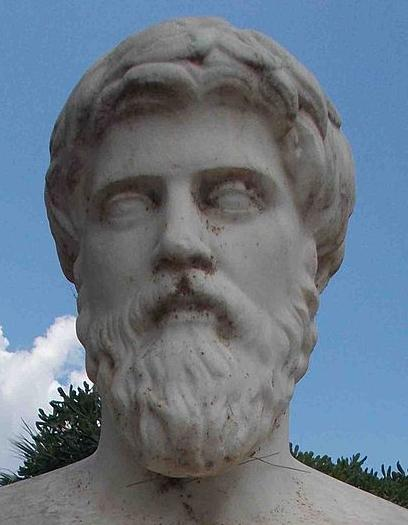
رأس بلوتارخ

الأفلاطونية الوسطى هو اسم حديث يطلق على مرحلة من مراحل تطور الفلسفة الأفلاطونية، التي بدأت من حوالي 90 قبل الميلاد، عندما رفض أنطيوخس الأشقلوني شكوك الأكاديمية المحدثة، وتنتهي في القرن الثالث الميلادي، عندما وضع أفلوطين اسس الأفلاطونية المحدثة.

## فلسفتها
استوعبت الأفلاطونية الوسطى العديد من المذاهب من الجامعات المنافسة لها وخاصة مدرستي المشائية و الرواقية. من أشهر فلاسفة هذه الفترة بلوتارخ الذي عاش في حوالي عامي 45 و120) والذي دافع عن حرية الإرادة وخلود الروح. سعى إلى إظهار إلى أن الله خلق العالم من وعاء من الشرإلى الروح الإلهي في العالم والتي استمرت في العمل كمصدر لكل شر. الله هو متعال ويعمل من خلال ألهة الوسطاء والتي هي تماثل آلهة وشياطين الدين التقليدي. وكما دمج نمنيوس من أفاميا (حوالي عام 160) جنبا إلى جنب الأفلاطونية مع الفيثاغورية المحدثة وغيرها من الفلسفات الشرقية في خطوة التي أدن إلى نشوؤ وتطوير الأفلاطونية الحديثة.

## من مشاهيرها
- أنطيوخس الأشقلوني:
- فيلون السكندري
- بلوتارخ
- ألبينوس
- السينوس
- أتيكوس
- مكسيموس
- نومينيوس
- لونجينوس
- أوريجينوس باغان

## للإستبحار
- جون ديلون. (1977). الأفلاطونيون المتوسطون. دار نشر جامعة كورنيل. (بالإنكليزية: Dillon, John, M. (1977), The Middle Platonists, Ithaca: Cornell University Press.)

## وصلات خارجية
- الأفلاطونية الوسيطة على موقع موسوعة الفلسفة. (بالإنكليزية).